# Stefan Bötticher
Stefan Bötticher (Leinefelde, 1 de febrero de 1992) es un deportista alemán que compite en ciclismo en la modalidad de pista, especialista en las pruebas de velocidad y keirin.
Ganó cinco medallas en el Campeonato Mundial de Ciclismo en Pista entre los años 2013 y 2021, y tres medallas en el Campeonato Europeo de Ciclismo en Pista de 2018.
Participó en los Juegos Olímpicos de Tokio 2020, ocupando el quinto lugar en la prueba de velocidad por equipos.

## Medallero internacional
| Campeonato Mundial | Campeonato Mundial    | Campeonato Mundial | Campeonato Mundial    |
| Año                | Lugar                 | Medalla            | Competición           |
| ------------------ | --------------------- | ------------------ | --------------------- |
| 2013               | Minsk (Bielorrusia)   | Medalla de oro     | Velocidad individual  |
| 2013               | Minsk (Bielorrusia)   | Medalla de oro     | Velocidad por equipos |
| 2014               | Cali (Colombia)       | Medalla de plata   | Velocidad individual  |
| 2019               | Pruszków (Polonia)    | Medalla de bronce  | Keirin                |
| 2021               | Roubaix (Francia)     | Medalla de bronce  | Velocidad por equipos |
| Campeonato Europeo |                       |                    |                       |
| Año                | Lugar                 | Medalla            | Competición           |
| 2018               | Glasgow (Reino Unido) | Medalla de oro     | Keirin                |
| 2018               | Glasgow (Reino Unido) | Medalla de plata   | Velocidad individual  |
| 2018               | Glasgow (Reino Unido) | Medalla de bronce  | Velocidad por equipos |